# Georthocladius luteicornis
Georthocladius luteicornis är en tvåvingeart som först beskrevs av Maurice Emile Marie Goetghebuer 1941.  Georthocladius luteicornis ingår i släktet Georthocladius och familjen fjädermyggor. Arten har ej påträffats i Sverige. Inga underarter finns listade i Catalogue of Life.